# Louis VII. de Rohan
Louis VII. de Rohan (* 1562; † 1. November 1589) war ein französischer Adliger aus der Linie Guémené des Hauses Rohan. Er war Duc de Montbazon, Pair de France, Prince de Guémené, Comte de Saint-Maure, Baron de Marigny et de Lavaux etc.

## Leben
Louis VII. de Rohan war der älteste Sohn von Louis VI. de Rohan, Prince de Guéméné († 1611) und Léonore de Rohan Comtesse de Rochefort († 1583). Bereits am 14. Februar 1563 ist er unter dem Namen „Louis, Seigneur de Guémené“ als Capitaine einer Kompanie von 50 Lanzen der königlichen Ordonnanz und Ritter im Ordre de Saint-Michel bezeugt.
Im Mai 1588 wurde er von König Heinrich III. zum Herzog von Montbazon und Pair von Frankreich ernannt; die Erhebung wurde am 27. April 1589 im Parlement registriert. Nach dem Tod Heinrichs III., der am 2. August 1589 ermordet wurde, gehörte er zu den ersten, die Heinrich IV. als neuen König anerkannten, nach den Fürsten und Herren in dessen Armee und den Prinzen von Geblüt und gemeinsam mit dem Duc de Longueville und dem Duc de Piney. Da sie in ihrer Eigenschaft als Prinzen diesen Rang bei den Unterschriften einnahmen, gab es keinen Widerspruch seitens des Duc d’Épernon, dessen Pairstitel älter war als ihrer, oder seitens der anderen Pairs, die sich anfangs lediglich weigerten, nach den Marschällen Biron und Aumont zu unterzeichnen – bis diese argumentierten, dass sie unmittelbar nach den fürstlichen Familien unterschreiben müssten, da der Vorgang in der Armee stattfinde, was den Marschällen dann auch gewährt wurde.
Louis VII. de Rohan, der mit Madeleine de Lenoncourt († 1602), Tochter von Henri III. de Lenoncourt und Françoise de Laval (Haus Lenoncourt) verlobt war, starb bereits sechs Monate später, am 1. November 1589, wodurch die Ernennung zum Herzog und Pair der Familie verloren zu gehen drohte, und aufgrund der Wirren nach dem Tod Heinrichs III., eine Sicherstellung durch den neuen König erst einmal nicht in Frage kam. Erst im März 1594, wenige Tage nach der Krönung Heinrichs IV. wurde der Herzogstitel für seinen Bruder Hercule de Rohan neu vergeben – der am 24. Oktober 1594 dann auch den Ehevertrag mit der früheren Verlobten seines Bruders schloss, so dass deren Erbe der Familie Rohan ebenfalls erhalten blieb.
Louis VII. de Rohan hatte einen unehelichen Sohn von einer unbekannten Frau, François de Boistoneau oder Boistenant, der am 7. September 1634 legitimiert und geadelt wurde, für dessen Sohn Samuel de Boistoneau am 21. April 1668 und 23. September 1669 die Legitimierung und der Adel bestätigt wurde, der danach aber nicht mehr in Erscheinung trat.